# Antonio Callaway
Antonio Callaway (Miami, 27 dicembre 1995) è un giocatore di football americano statunitense che milita nel ruolo di wide receiver per i Tampa Bay Vipers della X Football League (XFL).

## Carriera
Al college Callaway giocò a football con i Florida Gators dal 2015 al 2017. Fu scelto nel corso del quarto giro (105º assoluto) nel Draft NFL 2018 dai Cleveland Browns. Debuttò come professionista subentrando nella gara del primo turno pareggiata contro i Pittsburgh Steelers senza fare registrare alcuna ricezione. Sette giorni dopo ricevette dal quarterback Tyrod Taylor i suoi primi 3 passaggi per 81 yard, incluso un touchdown, contro i New Orleans Saints. La sua stagione si chiuse con 43 ricezioni per 586 yard e 5 touchdown disputando tutte le 16 partite, 11 delle quali come titolare.
Il 9 agosto 2019 Callaway fu sospeso dalla lega per quattro partite per avere fallito un test antidoping. Il 14 novembre 2019 fu svincolato dai Browns